# Encardia rufantennata
Encardia rufantennata là một loài tò vò trong họ Ichneumonidae.